# Michelle Veintimilla
Michelle Veintimilla (7 novembre 1992) è un'attrice statunitense.

## Filmografia

### Cinema
- Not Cool, regia di Shane Dawson (2014)
- Padri e figlie, regia di Gabriele Muccino (2015)
- Natale all'improvviso, regia di Jessie Nelson (2015)
- The Depths, regia di Jamison M. LoCascio (2017)
- Ubriachi d'amore (Drunk Parents), regia di Fred Wolf (2019)
- Mass Hysteria, regia di Arielle Cimino e Jeff Ryan (2019)

### Televisione
- Una vita da vivere (One Life to Live) – serie TV, 2 episodi (2007)
- Redwood Time – serie TV, 7 episodi (2013)
- Those Who Kill – serie TV, 2 episodi (2014)
- The Good Wife – serie TV, episodio 6x15 (2015)
- Gotham – serie TV, 8 episodi (2015-2018)
- Blue Bloods – serie TV, episodio 6x07 (2015)
- Limitless – serie TV, episodio 1x08 (2015)
- Blank My Life – serie TV, episodio 2x05 (2017)
- Downward Dog – serie TV, episodio 1x07 (2017)
- The Gifted – serie TV, 3 episodi (2017)
- Seven Seconds – serie TV, 10 episodi (2018)
- The I-Land – serie TV, 3 episodi (2019)
- NCIS: New Orleans – serie TV, episodio 6x04 (2019)
- The Baker & the Beauty – serie TV, 9 episodi (2020)

### Cortometraggi
- Blue in Green, regia di John Volcsko (2014)
- Boy in a Backpack, regia di Brad Martocello (2016)
- Retract, regia di Alex Spieth (2020)
- This Is Not A Love Letter, regia di Ariel Zucker (2020)
- Deceived, regia di Thea Brooks (2021)

## Doppiatrici italiane
Nelle versioni in italiano delle opere in cui ha recitato, Michelle Veintimilla è stata doppiata da:
- Giulia Catania in Seven Seconds, Grey's Anatomy
- Francesca Manicone in The Baker & the Beauty, Law & Order - Uintà vittime speciali
- Giulia Tarquini in Gotham
- Rossa Caputo in Blue Bloods
- Veronica Puccio in Ubriachi d'amore
- Benedetta Ponticelli in The I-Land
- Benedetta Degli Innocenti in Big Sky